# Сонячна енергетика України

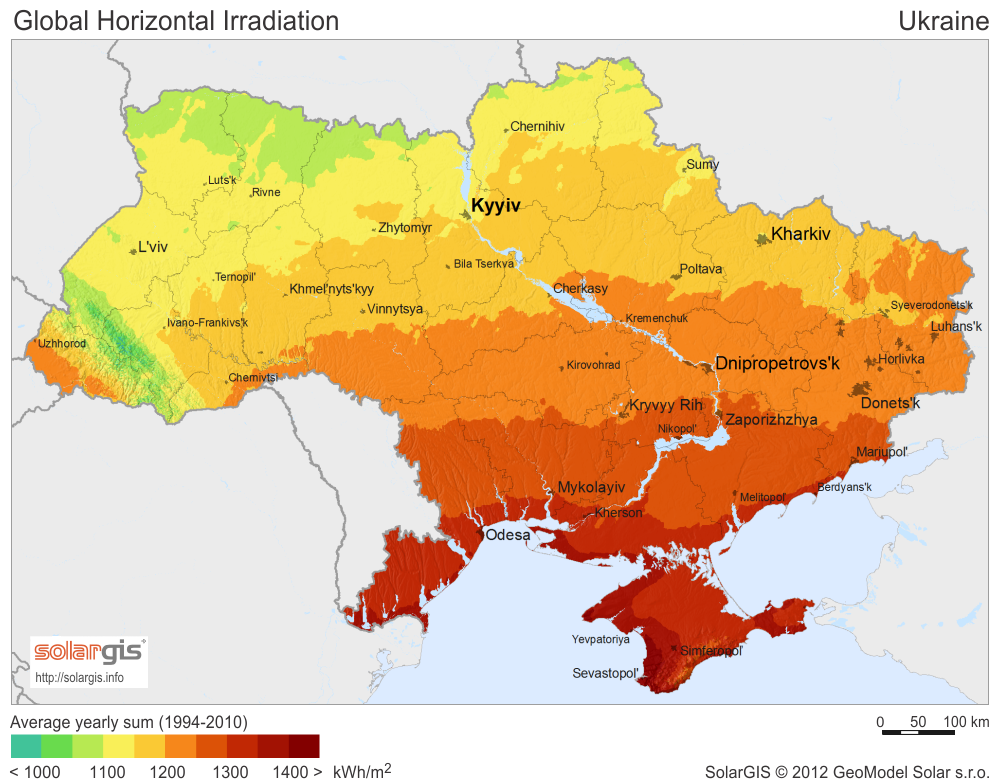
Карта сонячного випромінювання — Україна

Сонячна енергетика України — відносно нова галузь електроенергетики України, яка стрімко розвивається. Станом кінець 2020 року встановлено СЕС загальною номінальною потужністю 6320 МВт без урахування близько 407,9 МВт потужностей, які перебувають на окупованій Росією території, які генерують 1,265 млрд кВт·год електроенергії. Частка СЕС на перший квартал 2021 року загальній генерації України становить близько 6 %.
В Україні річне надходження сонячного випромінювання перебуває на одному рівні з країнами, які активно використовують сьогодні сонячні колектори (Швеція, Німеччина, США тощо).

## Загальний опис
Уся територія України придатна для розвитку систем теплопостачання з використанням сонячної енергії. Найперспективнішими регіонами країни для розвитку сонячної енергетики є Кримський півострів та степова Україна. Для електрогенерації використовуються методи фотовольтаїки та геліотермальне перетворення. З 2008 року в Україні діє «Зелений тариф».

## Історія
У СРСР перша промислова сонячна електростанція СЕС-5 була побудована в Криму 1985 р. поблизу м. Щолкіного. Вона мала потужність 5 МВт, що становило 24,5 % потужності всіх сонячних електростанцій світу. За 10 років роботи вона дала 2 млн кВт·год. електроенергії. У середині 90-х років її закрили.

## Фінансові механізми та підтримка
Україна використовує два основні фінансові механізми для підтримки сонячної енергетики:
Зелений тариф — це державна програма, яка гарантує власникам сонячних електростанцій закупівлю виробленої електроенергії за фіксованою, підвищеною ціною. Ця система стимулює інвестиції, оскільки дає стабільний дохід на довгий термін. Проте вона потребує державного субсидіювання і може створювати фінансовий тиск на ринок.
Net Billing — новий підхід, за яким власники продають надлишкову енергію в мережу за ринковою ціною. На відміну від "зеленого тарифу", Net Billing не передбачає фіксованих державних виплат, що робить систему більш ринковою і конкурентною. Власники сонячних станцій отримують вигоду від продажу за актуальними цінами та знижують свої рахунки за електроенергію. Це стимулює розвиток ВДЕ без додаткових державних витрат і робить ринок більш гнучким та адаптивним до економічних змін.
Основна різниця між цими двома підходами полягає у способі розрахунків: зелений тариф забезпечує стабільний, але субсидований дохід, тоді як Net Billing орієнтується на реальну ринкову вартість електроенергії, забезпечуючи більшу незалежність від державної підтримки.

## Установлена потужність

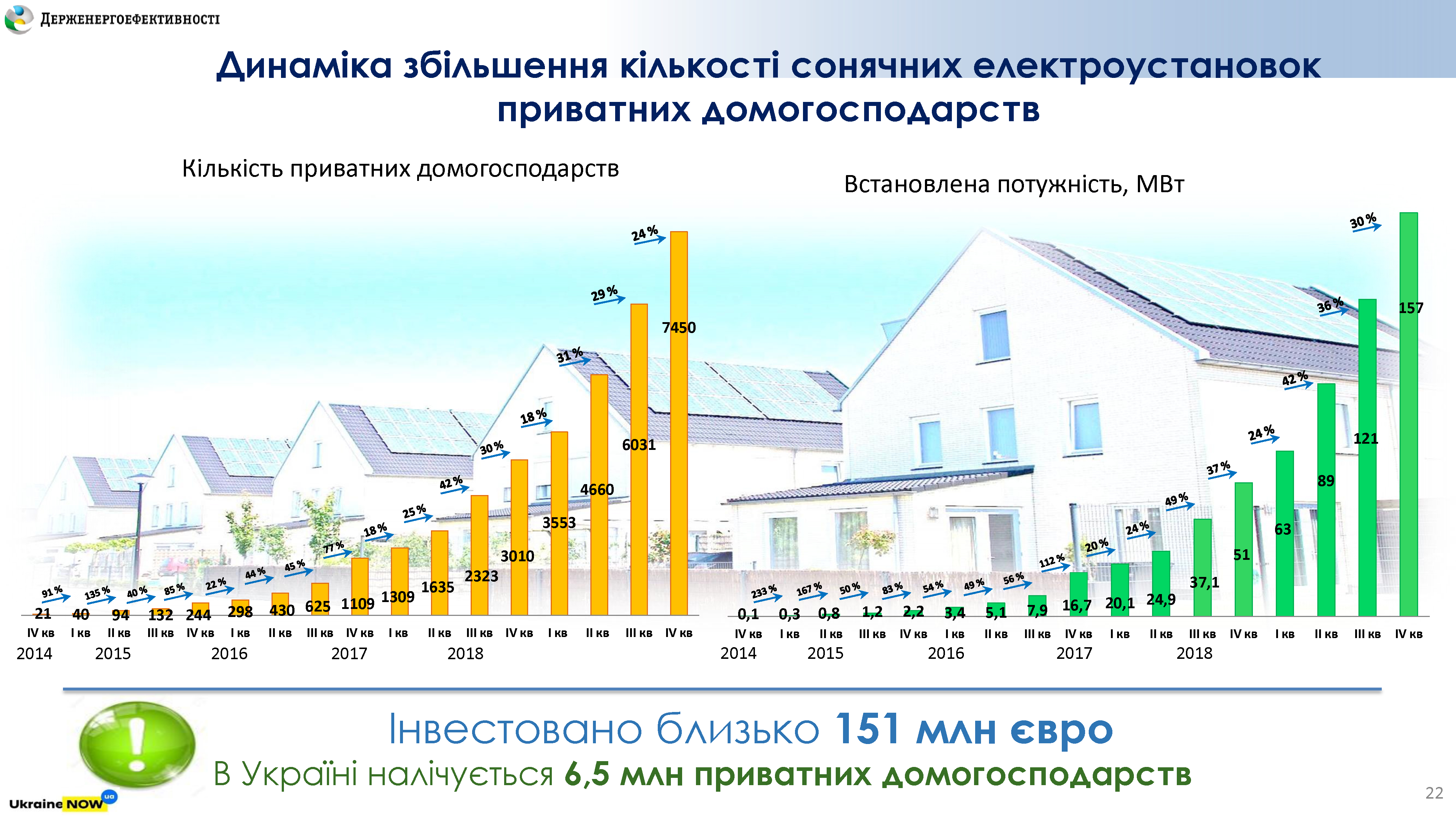
Динаміка збільшення кількості сонячних електроустановок приватних домогосподарств

Дані в таблиці наведені без урахування 407,9 МВт потужностей, які розташовані на території окупованого Росією Криму.
| Рік  | Встановлено (МВт) | Різниця із попереднім роком (МВт) | Генерація (млн. кВт·год) | Примітки      |
| ---- | ----------------- | --------------------------------- | ------------------------ | ------------- |
| 2010 | 3                 | 3                                 | н/д                      |               |
| 2011 | 196               | 193                               | н/д                      | [ 5 ]         |
| 2012 | 326               | 130                               | н/д                      | [ 6 ]         |
| 2013 | 616               | 290                               | 563                      | [ 6 ]         |
| 2014 | 411               | 71                                | 485                      |               |
| 2015 | 432               | 20                                | 475                      |               |
| 2016 | 568               | 99                                | 492                      |               |
| 2017 | 742               | 245                               | 715                      | [ 7 ] [ 8 ]   |
| 2018 | 1388              | 716                               | 1101                     | [ 9 ] [ 10 ]  |
| 2019 | 4925              | 3537                              | 2412                     | [ 11 ] [ 12 ] |
| 2020 | 6320              | 1395                              |                          | [ 13 ]        |

## Розвиток

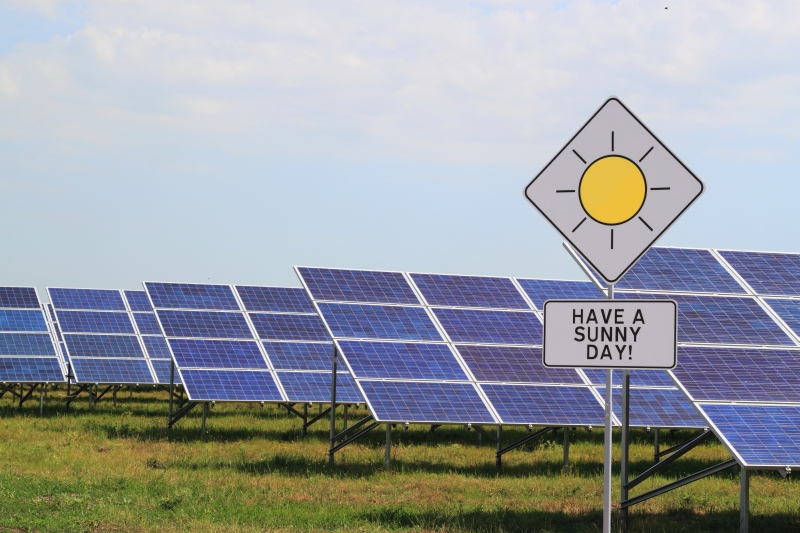
Знак «Have a sunny day!» на Дунайській СЕС

Після пілотного проєкту в Родниковому розпочалося будівництво сонячних електростанцій у різних регіонах України. Наприклад, у Вінницькій області в січні розпочала роботу сонячна електростанція потужністю 35 кВт, змонтована на даху виробничого будинку Гніванського шиноремонтного заводу.
Компанія «Зоря 2003» запустила мікросонячну електростанцію в Луганській області. Її панелі потужністю 15 кВт розташовано над трасою «Харків — Ростов». У серпні інвестори мають намір закупити обладнання для другої черги станції потужністю 30 кВт. Фінансує проєкт власник однієї з шахт, який повірив у перспективність сонячної енергетики.
На кінець серпня — початок вересня призначено запуск першої черги геліоелектростанції потужністю 250 кВт, яка будується біля Слобода-Бушанської малої ГЕС у Вінницькій області. Власник обох енергооб'єктів, компанія «Енергоінвест», планує збільшити потужність сонячних панелей до 1,786 МВт. За словами президента компанії Володимира Житника, надалі таку ж сонячну електростанцію «Енергоінвест» побудують біля ще однієї малої ГЕС.
Подібні плани є у ще одного оператора ГЕС — компанія «Новосвіт». Вона має намір розташувати сонячні панелі потужністю 140 кВт біля малої гідроелектростанції в Тальнівському районі Черкаської області. Директор компанії Сергій Кульматицький підкреслює: будівництво сонячної електростанції поблизу малої ГЕС дає змогу задіяти існуюче підключення до електричних мереж і таким чином здешевити проєкт. «До того ж у нас на гідроспорудах є південний схил, на якому можна встановити батареї, не використовуючи для цього цінні орні землі», — підкреслює він.
У стадії реалізації ще кілька проєктів із будівництва сонячних станцій, наприклад, в Одеській і Вінницькій областях.
У грудні 2011 року австрійська компанія Activ Solar завершила будівництво в Криму останньої, п'ятої, 20-мегаватної черги сонячного парку Перове, в результаті чого його сумарна встановлена потужність зросла до рекордних 100 МВт.
Перове у складі п'яти черг, стало найбільшим фотоелектричним парком у світі за показником встановленої потужності. За ним ідуть канадська електростанція Sarnia (97 МВт), італійська Montalto di Castro (84,2 МВт) і німецька Finsterwalde (80,7 МВт).
Завершує світову п'ятірку найбільших фотоелектричних парків інший проєкт у Криму — 80-мегаватна електростанція Охотникове, побудована також у 2011 році, в Сакському районі півострова.
У липні 2012 року компанія «Енергоінвест» (Вінницька область) завершила будівництво Слобода-Бушанської сонячної електростанції (СЕС) потужністю 1,875 МВт у Ямпільському р-ні Вінницької області.
У серпні 2012 року компанія «Сонячна енергія плюс» побудувала та ввела в експлуатацію сонячну електростанцію потужністю 5,4 МВт, розташовану в Ужгородському районі Закарпатської області. Фотоелектричні панелі будуть щорічно виробляти близько 4,8 млн кВт·год електроенергії, достатньої для забезпечення понад 1,3 тис. домогосподарств із щомісячним споживанням 300 кВт·год.
У жовтні 2012 року група компаній «Ekotechnik Praha» (Чехія) запустила сонячну електростанцію в селі Ясенівка Ярмолинецького району Хмельницької області. Її потужність становить 1 МВт, яку група компаній планує з часом підвищити до 5 МВт. Електростанція займає земельну ділянку площею 2,5 га, пізніше її буде розширено до 10 га. Станція вироблятиме 2 300 000 кВт·год на рік.
У грудні 2012 року на території приміського села Ралівка Самбірського району запрацювала перша на Львівщині сонячна електростанція потужностью 1,1 МВт. Вона складається з 3888 сонячних елементів. Побудована сонячна електростанція завдяки ТзОВ «Еко-Оптіма» спільно з чеськими інвесторами.
У грудні 2012 року компанія «Енергоінвест» ввела в експлуатацію 4 чергу Гальжбіївської сонячної електростанції у Вінницькій області. Загальна потужність 4 черг становить 1,264 МВт.
У 2013 р. холдинг Martifer Solar (Португалія) побудував сонячні електростанції встановленою потужністю 4,5 МВт і 7 МВт у Томашпільському та Бершадському районах Вінницької області для Rengy Development.
У 2013 р. ТОВ «Геліос Енерджі» завершило будівництво наземної мережевої сонячної електростанції (СЕС) встановленою потужністю 3,993 МВт у селі Радча Тисменицького району Івано-Франківської області.
У січні 2018 року біля села Підбережжя (Івано-Франківська область) виділили 116,8 гектарів для будівництва та обслуговування сонячної електростанції.
У Херсонській області в селі Музиківка планують побудувати фотогальванічну електростанцію, роботи почнуть уже в лютому 2018 року. Площа об'єкту складе 7 га, загальна потужність — 5 МВт. Сонячна станція в Музиківці стане другою в Білозерському районі. Першу СЕС потужністю 9 МВт відкрили 12 червня 2017 року.
У Бериславі, що на Херсонщині, запрацювала перша у місті сонячна електростанція потужністю 8,2 МВт. Більше 30 тис. сонячних модулів генеруватимуть близько 10 МВт·год «чистої» електроенергії у рік.
Було оголошено про плани будівництва сонячної електростанції в Черкаській Лозовій (Харківська обл.). Мова йде про будівництво першої черги електростанції потужністю в 1 МВт. Вона займе площу в 2 га.
Комунальне підприємство «Альтен» Вознесенської міської ради Миколаївської області за результатами тендеру 15 січня замовило будівництво сонячної електростанції за 68 млн грн потужністю 2,24 МВт.
У місті Тростянець Сумської області навесні 2018 року розпочнуть будівництво сонячної електростанції.
Бельгійська компанія Upgrade Energy має намір побудувати на території Житомирської області сонячну електростанцію потужністю 25—30 МВт. Це передбачає створення 45 робочих місць. Очікується, що загальний обсяг інвестицій у реалізацію цього проєкту досягне 21—24 млн євро. Проєкт планують реалізувати протягом 2018—2020 років.
Львівська фірма «Інвестмен енерджі компані» побудувала сонячну електростанцію у селі Луквиця, Богородчанського району, потужністю 4500 кВт.
Французька компанія Global Ecopower SA має намір збудувати сонячну електростанцію потужністю 20 МВт на території Хорошівської ОТГ, у Житомирській області.
У селі Росоша Липовецького району на Вінниччині готуються до будівництва сонячної електростанції.
Протягом 2014—2017 років українці інвестували майже 52 млн євро в будівництво сонячних електростанцій для приватних домогосподарств. Загалом з 2015 року сонячну енергію почали використовувати 3010 домогосподарств. Індивідуальна потужність приватних сонячних електроустановок — до 30 кВт, а загальна — 51 МВт. Сьогодні їх власники можуть продавати електроенергію по 18,09 євроцента/кВт·год. При цьому «зелений» тариф прив'язаний до курсу євро. На сонячну енергію переходять сім'ї в усіх регіонах країни, однак топ-5 складають: Київська, Дніпропетровська, Тернопільська, Івано-Франківська та Херсонська області. Щоб стимулювати населення, у Львівській області, наприклад, домогосподарствам повертають 10 % суми кредиту на сонячні панелі, а в Житомирській — 20 % суми кредиту. У той же час міська влада Хмельницького і Бродів (Львівська обл.) Відшкодовують 10 % вартості робіт з установки сонячних електростанцій.

### 2018
На початку березня 2018 року ДніпроОДА та ірландська «Altostrata» підписали угоду про будівництво електростанції потужністю 250 МВт загальною вартістю 255 млн євро поблизу села Левадки у Павлоградському районі Дніпропетровської області.
В Україні протягом чотирьох місяців 2018 року було збільшено обсяги виробництва сонячної електроенергії на 52 % — до 245 млн кВт.
У Дніпропетровській області на землях Троїцької сільради буде побудована нова сонячна електростанція. Загальна площа станції складе 210 га. Фотоелектричні сонячні елементи займатимуть площу в 183 га. Передбачувана потужність електростанції — 90 МВт. Також на території СЕС буде розташована електропідстанція 35/150 кВ, пункт охорони, адміністративно-побутова споруда, установка для очищення стічних вод, склад і навіс на три автомобілі. 18,5 га території підпадає під озеленення.
ПАТ «Укргідроенерго» у травні-червні 2018 року за результатами тендерів уклало чотири угоди з ТОВ «Проектно-дослідницький інститут “Енергоінжпроект”» щодо проєктування сонячних електростанцій біля водосховищ на загальну суму 2,42 млн грн. Цьогоріч виконають техніко-економічне обґрунтування будівництва чотирьох СЕС загальною потужністю 53—55 МВт.
Фотостанція «Сонячна» потужністю 50 МВт будується на території смт Молодіжне. Проєкт реалізується ТОВ «НВЦ “Промінь”» за рахунок власних та інвестиційних коштів. На даний момент підприємство завершило будівництво першої черги на 5 МВт, загальна вартість якої склала 170 млн грн.
Під Мелітополем зі східного боку міста почалося будівництво фотогальванічної електростанції. До об'єкту вже прокладена дорога і роботи йдуть повним ходом. ФЕС займе ділянку площею 200 000 м квадратних. Потужність електростанції — 10 000 кВт. Замовником будівництва виступила київська компанія «Скіфія-Солар-1». Генпідрядник — вінницька компанія ТОВ «НЕСС КОНСТРАКШН».
Європейський банк реконструкції і розвитку (ЄБРР) в рамках програми USELF виділить ТОВ «Екотехніка Широке» кредит на EUR 5,6 млн для будівництва сонячної електростанції (СЕС) в Дніпропетровській області встановленою потужністю 7 МВт.
Словенська компанія Riko d.o.o. перемогла в тендері на розробку проєкту та будівництво сонячної електростанції потужністю 10,79/9,35 МВт у Житомирі.
У березні 2018 року в Енергодарі Запорізької області було відкрито завод із виробництва сонячних панелей із річною потужністю 15 МВт.
25 липня 2018 року у Чемеровецькому районі Хмельницької області в режимі реального часу відбувся запуск нової фотогальванічної станції (ФЕС) «Кутківці» з піковою потужністю 5,09 МВт.
У селі Ярове Тарутинсткого району закінчено першу чергу будівництва сонячної електростанції «Ярове». Встановлена потужність по фотоелектричним модулям СЕС складає 4158 кВт. У смт Сергіївка Білгород-Дністровської міської ради введено в експлуатацію нову сонячну електростанцію по вул. Транспортна, 3. Її встановлена потужність складає 350 кВт.
3 серпня 2018 року бізнесмен Василь Хмельницький (група UFuture) повідомив про відкриття нової сонячної електростанції (СЕС) потужністю 18 МВт у селі Риково Херсонської області. Херсонська область стає безумовним лідером у будівництві СЕС в Україні. Лише протягом 2-го кварталу поточного року в Херсонській області, за даними Національної комісії, що здійснює державне регулювання у сферах енергетики і комунальних послуг (НКРЕКП), введено в експлуатацію 61,7 МВт сонячних станцій. Такий ажіотаж пов'язаний із високою інтенсивністю сонця в регіоні, що робить СЕС тут на 18 % ефективніше, ніж, приміром, у Київській області. Станція Хмельницького займає 32 га землі промислового призначення, яку підприємець орендує у місцевої громади. Він також підкреслює, що все обладнання, окрім самих сонячних панелей, вироблено в Україні. Це вже друга станція, яку збудував Хмельницький. У селі Димерка Київської області інвестор будує спільно з іспанськими партнерами сонячну електростанцію, яка буде мати пікову потужність 57 МВт і стане найбільшою на неокупованій території України. На даний час запущена перша черга потужністю 6 МВт. Проєкти Хмельницького у сфері сонячної енергетики здійснюються  командою компанії UDPRenewables, яка є частиною інвестиційної групи UFuture.
У Вінниці вже стартувало будівництво сучасного заводу з виробництва сонячних панелей. Проєктна потужність заводу складе 400 МВт на рік, а прогнозований річний обсяг товарної продукції очікується в обсязі $180 млн. Завод будує компанія KNESS GROUP. За їхніми даними, майбутній завод забезпечить роботою близько 400 вінничан. Завод планують добудувати в 2019 році.
У II кварталі 2018 р. ще 1107 домогосподарств перейшли на електроенергію з енергії сонця, що вдвічі більше, ніж у I кварталі 2018 року. Загалом, вже 4660 приватних домогосподарств встановили сонячні панелі загальною потужністю майже 90 МВт станом на кінець I півріччя 2018 року. Лідерами за кількістю встановлених приватних СЕС є Київська, Дніпропетровська та Тернопільська області.
У селі Шестерня Широківського району збудують сонячну електростанцію. Вона вироблятиме 7 МВт енергії на годину. Всі роботи — коштом українського та французького інвесторів.
Британська компанія Touchstone Capital Group Holdings Ltd цікавиться проєктом будівництва офшорної комбінованої вітро-сонячної електростанції гігаватного класу потужності в Україні.
На початку жовтня 2018 року у селі Малинівка розпочалося будівництво сонячної електростанції потужністю 1,2 МВт. Це перший такий проєкт у Чернігівській області. Станція займатиме понад два гектари землі, яка належала сільській раді, а в останні роки стояла пусткою.
11 жовтня 2018 голова обласної державної адміністрації Андрій Гордєєв провів робочу зустріч із представниками ТОВ «Атлас Кепітал Енерджи» щодо реалізації проєкту будівництва сонячної електростанції потужністю 50 МВт поблизу Старої Збур'ївки Голопристанського району Херсонської області.
Китайська компанія поставила фотоелектричних модулів загальною потужністю 123 МВт для Нікопольської СЕС.
У жовтні 2018 року на Львівщині поблизу села Терновиця відкрили першу чергу будівництва сонячної електростанції «Яворів-1». Потужність СЕС, яку називають найбільшою в Західній Україні, становить 72 МВт. Вона зможе виробляти приблизно 80 млн кВт·год енергії щороку.
У межах XVIII Міжнародного економічного форуму відбулось відкриття енергоострову. Група компаній у продовж 2017 — 18 років реалізували інвестиційні проєкти в сфері альтернативної енергетики, створивши потужний комплекс сонячних електростанцій на території Яворівського району. Сумарна потужність сонячних електростанцій становить близько 100 МВт. 1 листопада, відбулось відкриття першої черги сонячної електростанції «Яворів-1», потужністю 36 МВТ, яка є проєктом компанії «Еко-Оптіма». Розташована СЕС у с. Терновиця Яворівського району, Львівської області.
Представники інвестиційного фонду ESE Investment AG (Ліхтенштейн) налагоджують співпрацю з Воронізькою селищною радою. Протягом місяця тривали переговори стосовно реалізації проєкту у галузі регенеративної енергетики.
Результатом стало підписання 29 жовтня Меморандуму на меті котрого є будівництво та введення в експлуатацію електростанцій (сонячної та вітрової) енергетики проєктною потужністю на першому етапі до 50 МВт, що забезпечить смт Вороніж та Шосткинський район електроенергією місцевого виробництва.
У листопаді 2018 року в смт Суворове Одеської області завершився монтаж сонячної станції потужністю 11,8 МВт. Станція складається з понад 36 тисяч модулів. Нова станція є продовженням проєкту «Суворове I» та є вже дванадцятим об'єктом, побудованим Rengy Development. Перший об'єкт потужністю 3,2 МВт компанія ввела в експлуатацію у 2016 році.
У грудні 2018 року було підключено першу в Житомирській області промислову станцію у Бердичівському районі. «Ганська СЕС» займає територію площею 30 гектарів і працюватиме в комплексі з екофермою. На першому етапі сонячна електростанція складатиметься з 19 700 окремих фотоелектричних модулів загальною потужністю 6,4 МВт, а згодом потужність станції планують збільшити до 19 МВт. Передбачається, що СЕС дозволить забезпечити понад 1000 будинків «зеленою» електроенергією. При цьому викиди CO2 скоротяться приблизно на 5500 тонн у рік. Загальний обсяг інвестицій у проєкт складе 6,6 млн євро.

### 2019
У 2019 році у Знам'янському районі Кропивницької області розпочнеться будівництво сонячних електростанцій загальною потужністю понад 55 МВт. З метою розміщення тa будівництва об'єктів альтернативної енергетики, сонячних електростанцій, розробляється містобудівна документація: детальні плани територій за межами населених пунктів по Диківській сільській раді — ТОВ «Солар Фарм-8», проєктна потужність — 50 МВт; Богданівській сільській раді — ТОВ «Знам'янська енергетична компанія», проєктна потужність — 5 МВт; Петрівській сільській раді — ТОВ «Укррос-транс», проєктна потужність — 550 кВт.
У лютому 2019 року компанія «ДТЕК» починає підготовку до будівництва Покровської сонячної електростанції потужністю 240 МВт у Січеславській області, Нікопольський район.
У Кам'янець-Подільському районі Хмельницької області на території села Панівці введена в дію Кам'янець-Подільська СЕС потужністю 63 МВт. Станція стала другою за потужністю сонячною електростанцією в Україні.
У березні 2019 року в Житомирській області підписали меморандум з інвесторами на реалізацію семи проєктів будівництва сонячних електростанцій. Загальна потужність проєктів становить близько 245 МВт.
У квітні 2019 року компанія «TIU Канада» побудувала сонячну електростанцію потужністю 13,575 МВт поблизу села Калинівка Миколаївської області. Генеральним підрядником виступила компанія Helios Strategia.
У квітні 2019 року будівництво першої сонячної електростанції (СЕС) на Сумщині потужністю 5,7 МВт розпочато на території Тростянецької ОТГ.
У Коростенському районі на Житомирщині бельгійський інвестор Upgrade Energy будує сонячну електростанцію потужністю 25—30 МВт.
У Черкаській області норвезька компанія побудує сонячну електростанцію потужністю 55,4 МВт. Вартість будівництва становить 56,2 млн євро. Норвезький інвестор Scatec Solar прийшов на український ринок сонячної енергетики у другій половині 2017 року. Зараз компанія будує дві великі сонячні електростанції (СЕС) та розвиває ще декілька проєктів.
Тетіївська ОТГ розпочне будівництво сонячних електростанцій на 66 гектарах загальною потужністю близько 35 МВт.
Іспанський енергетичний гігант Acciona побудує у місті Ізмаїл та селі Павлівка Одеської області сонячні електростанції загальною потужністю 33,3 МВт. Загальна вартість будівництва становитиме 30,6 млн євро. Станції будуть побудовані до кінця 2019 року. Нові СЕС в Ізмаїлі та на території Павлівської сільської ради матимуть пікові потужності 26 МВт і 17,7 МВт і проєктні потужності 19,8 МВт і 13,5 МВт відповідно. Будівельні роботи розпочинаються вже на початку червня. Це вже не перший проєкт іспанців в Україні. Першим проєктом стало будівництво Димерської СЕС у Київській області загальною піковою потужністю 57,6 МВт, перша черга якої була введена в експлуатацію компанією UDP Renewables у 2017 році.
На території Березанської ОТГ у селі Прогресівка Миколаївської області компанія Scatec Solar почала будівництво сонячної електростанції потужністю 148 МВт. Проєкт буде реалізований у співпраці з PowerChina Guizhou Engineering Co. Ltd., яка надасть послуги з фінансування, інжинірингових закупівель та будівництва. Станція забезпечить 187 ГВт·год на рік, що вистачить для покриття потреб в електроенергії приблизно 76 тисяч домогосподарств.
У червні 2019 року на дахах виробничих будівель паркетної фабрики «Tandem Impex» ввели в експлуатацію одну з найбільших дахових СЕС в Україні. Станція на 557,82 кВт стала третьою за потужністю даховою СЕС у країні. Потужності станції вистачає щоб покрити потреби селища в електроенергії. Це вже друга промислова дахова СЕС у Харківській області. Перша станція була «Фрунзе Солар», потужністю 106 кВт.
Сонячна електростанція стала третьою за потужністю даховою СЕС в Україні, після СЕС «Долинське» у Херсонській та «Синтез Солар» у Львівській областях.
У 2019—2020 роках у Світловодському районі Кіровоградської області мають намір побудувати чотири сонячних електростанції загальною потужністю 84,9 МВт. Зокрема, 450 млн грн мають намір витратити на будівництво і обслуговування СЕС потужністю 15 МВт на землях Великоскелівської сельради. На землях Павловської сільради заплановано побудувати дві СЕС потужністю 19,9 МВт і 30 МВт загальною вартістю 1,3 млрд грн. На території Озерської сільради мають намір побудувати сонячну станцію потужністю 20 МВт.
Європейський банк реконструкції та розвитку схвалив надання кредиту розміром 19,7 млн євро норвезькій компанії Scatec Solar для будівництва сонячної електростанції у Чигирині. Планується, що стацію потужністю 55,4 МВт здадуть в експлуатацію до кінця 2020 року. Фінансування будівництва на 70 % бере на себе ЄБРР, а решту коштів норвезька компанія має заплатити самостійно.
У Любарському районі Житомирської області будують «Болохівський солар-парк» на одномостних трекерах. Потужність станції становить 35 МВт.
Ладижинська ОТГ планує побудувати три потужні сонячні електростанції. Інвестиції у будівництво становитимуть 62 млн грн. Загальна площа станцій становитиме понад 77 га. Реалізувати проєкт мають протягом цього та наступного років. Станції будуть збудовані на місці колишнього цукрового заводу. Після завершення будівництва тут буде створено 40 робочих місць.
У Самарському районі міста Дніпра в житловому масиві Ігрень побудують нову сонячну електростанцію. Міськрада вже затвердила детальний план будівництва СЕС по вул. Бехтерєва. Панелі майбутньої станції потужністю 85 МВт розмістять на площі 144,9 гектара. Земля, на якій зібралися побудувати сонячний комплекс, зараз практично не використовується. Проєкт вартістю 90 мільйонів євро фінансує французько-українська компанія. Це буде одна з найпотужніших сонячних електростанцій в Україні, яка зможе забезпечити електроенергією близько 180 тисяч домогосподарств і створить майже 200 робочих місць. Реалізувати проєкт планують до кінця 2019 року.
Німецька компанія-розробник відновних і традиційних джерел енергії De Raj Group уклала угоду з українською компанією STC Energy на будівництво шести сонячних парків. Загальна потужність шести сонячних електростанцій становитиме 88,4 МВт. Станції збудують на території Київської області. Вироблена електроенергія постачатиметься на постачання держкомпанії «Енергоринок».
У 2019 році на землях Ванчиківської об'єднаної територіальної громади у селі Тарасівці Новоселицького району Чернівецької області компанією «Solar Generation» було збудовано сонячну електростанцію «Солінг 3» потужністю 58 МВт.

### 2020
У 2020 році встановлена потужність ВЕС та СЕС зросла на 41 %, а їхня частка у структурі виробництва електроенергії — вдвічі.
Найбільше зросла встановлена потужність СЕС, пік виробництва яких у весняно-літній період припадає на години денного зниження споживання (з 12:00 до 17:00), що потребує гнучких інструментів для їхнього балансування.
В. о. Міністра енергетики Ольга Буславець і Надзвичайний і Повноважний Посол Королівства Данія в Україні Олє Егберг Міккельсен обговорили перспективи продовження роботи Українсько-Данського енергетичного центру, реалізацію проєктів «зеленої» енергетики та енергоефективності, зокрема — будівництво офшорних вітрових електростанцій та потужностей із виробництва водню.
У липні 2020 року група «Нафтогаз» запустила сонячну електростанцію (СЕС) «Андріївка» у Балаклійському районі Харківської області.
Компанія UDP Renewables ввела в промислову експлуатацію нову сонячну електростанцію «Терслав» на території Обухівської селищної ради, Дніпропетровської області.
Станом на жовтень 2020 року кількість сімей, що використовують «чисту» електроенергію, сягнула 27 623. Загальна потужність сонячних електростанцій приватних домогосподарств склала 712 МВт.

### 2024
20 червня 2024 року Президент України Володимир Зеленський провів засідання Ставки Верховного Головнокомандувача Збройних сил України, де головним питанням стало подолання нинішніх труднощів у енергетичній системі на тлі постійних російських обстрілів. За рішенням Ставки, Кабінет Міністрів України має невідкладно затвердити державну програму, яка стимулюватиме населення встановлювати сонячну генерацію та установки збереження енергії. Вона передбачатиме надання податкових та митних пільг на ввезення в Україну обладнання. «Рішенням Ставки доручили уряду розробити умови, що спростять для людей встановлення сонячних панелей та акумуляторів. З податковими та митними пільгами, спеціальними кредитними програмами», – повідомив Зеленський.
У липні 2024 року Міністерство охорони здоров'я України спільно зі Світовим банком планує закупити та встановити протягом п'яти місяців сонячні електростанції у 130 закладах первинної медичної допомоги. Загалом протягом 2023-2024 років на 270 медичних закладах України планується встановити сонячні електростанції потужністю від 7 кВт до 100 кВт.

## Виробництво обладнання
З 15 лютого 2019 року у Вінниці компанія Kness Group запустила завод із виробництва сонячних панелей. На момент запуску на заводі працюють 120 осіб. Потужність першої черги сягатиме 200 МВт панелей на рік.

## Сонячні електростанції
Найбільші СЕС України.
| Назва                | МВт   | Розташування                                                          |
| -------------------- | ----- | --------------------------------------------------------------------- |
| Нікопольська         | 246   |                                                                       |
| Покровська           | 240   |                                                                       |
| СЕС Прогресівка      | 148   | 46°55′16″ пн. ш. 31°03′40″ сх. д. / 46.92111° пн. ш. 31.06111° сх. д. |
| Ключі/Перове         | 100   | 44°55′ пн. ш. 34°02′ сх. д. / 44.917° пн. ш. 34.033° сх. д.           |
| Чорнобильська        | 100   |                                                                       |
| Охотникове           | 82,65 | 45°14′20″ пн. ш. 33°35′34″ сх. д. / 45.23889° пн. ш. 33.59278° сх. д. |
| Кам'янець-Подільська | 63    |                                                                       |
| Березанка            | 52,9  | 46°28′ пн. ш. 30°44′ сх. д. / 46.467° пн. ш. 30.733° сх. д.           |
| Лиманська            | 43,4  |                                                                       |
| Дунайська            | 43,14 |                                                                       |

## Галерея

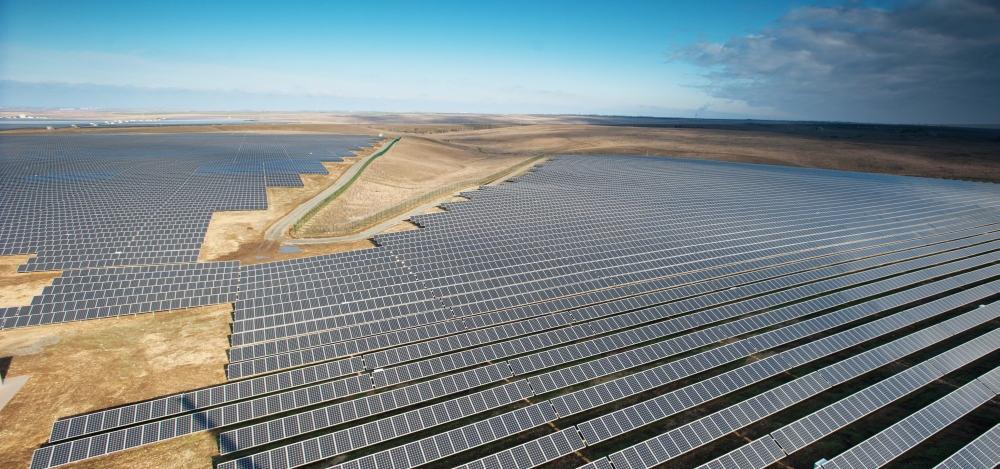
СЕС «Перове» (105.56 МВт)
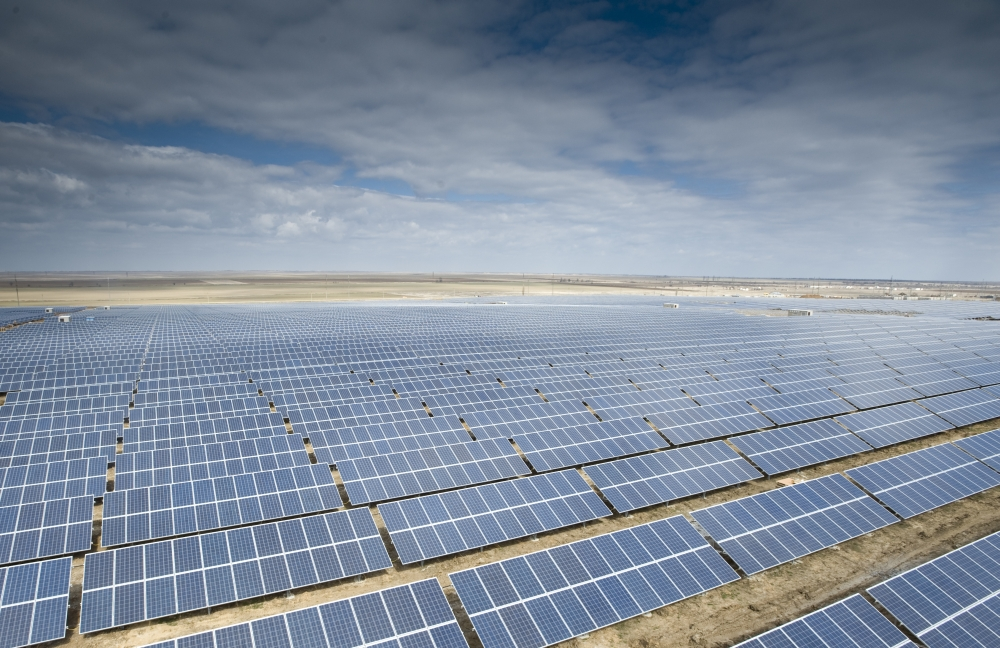
Митяєво (31.55 МВт)
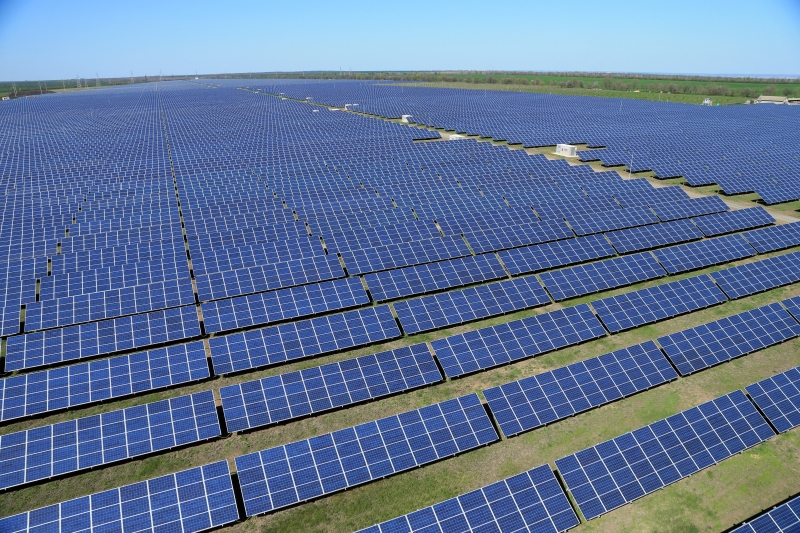
Старокозача сонячна електростанція (42.95 МВт)

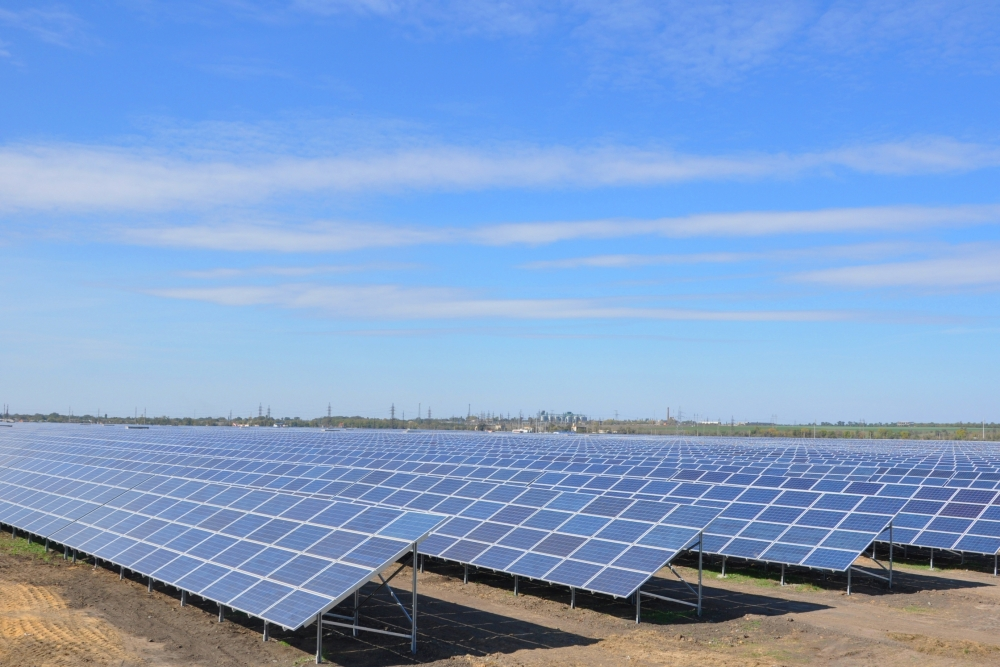
Дунайська сонячна електростанція (43.14 МВт)
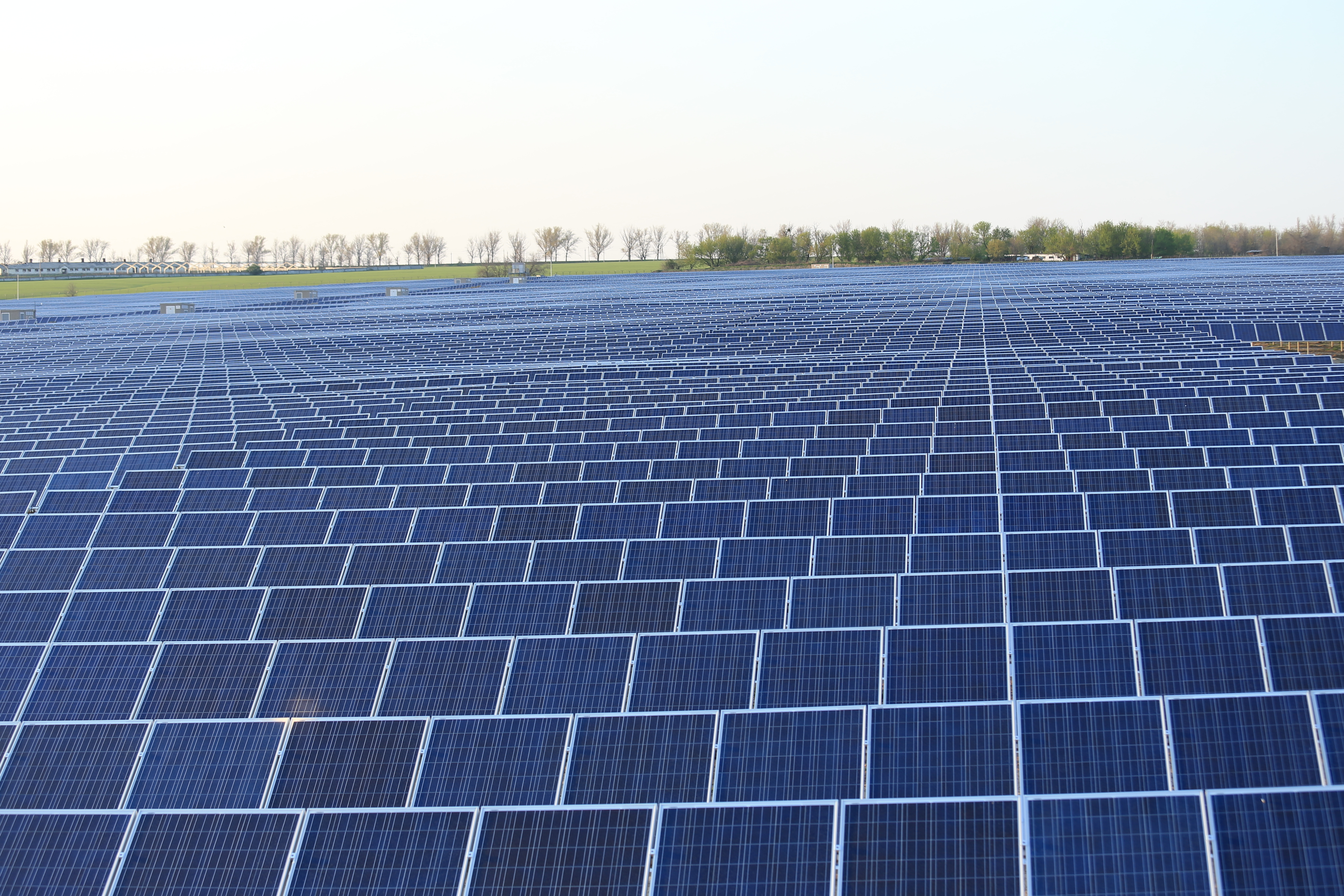
Лиманська сонячна електростанція (43.4 МВт)
Родникове (7.5 МВт)
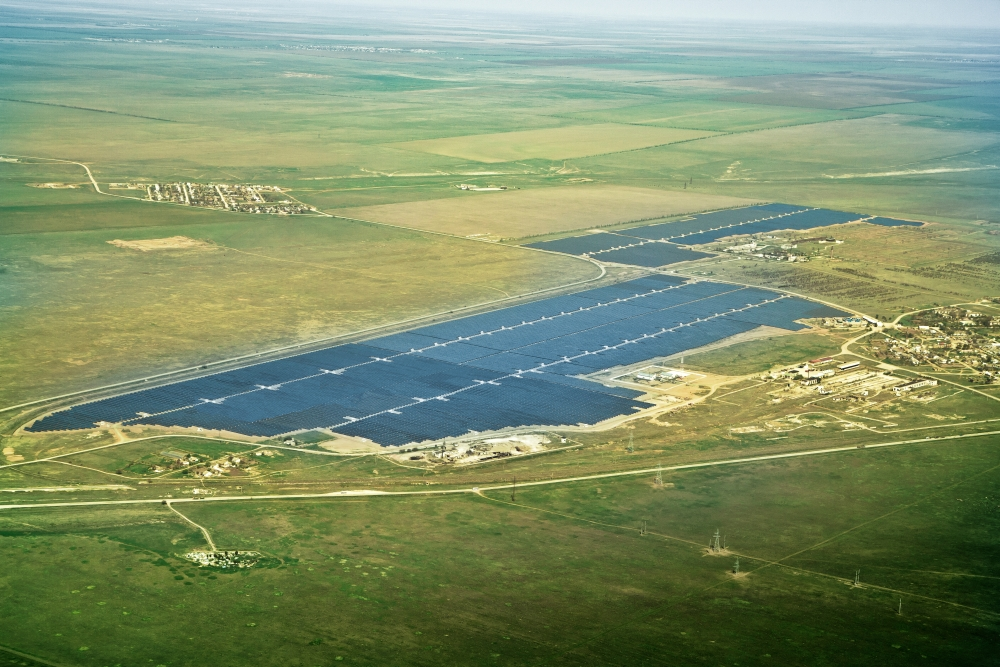
Охотникове (82.65 МВт)

## Зауваження
1. ↑  III квартал